# P4 Kalmar
P4 Kalmar är Sveriges Radios lokalradiostation som sänder över Kalmar län. Huvudredaktionen ligger i Kalmar och det finns en lokalredaktion i Västervik.
Kanalen sänder lokala program mellan klockan 05.59 och 17.35 varje vardag. P4 Kalmar sänder även lokala nyheter varje timme på lördagar och söndagar mellan 08.30 och 13.30, och lokal sport i programfönster på vissa kvällar. Övrig tid sänds P4:s riksprogram.
P4 Kalmar finns också på webben, som kanalen bland annat uppdaterar med lokala nyheter, och i sociala medier.
Kanalen grundades 1977, då under namnet Radio Kalmar.

## Radiofrekvenser
Kanalen sänder på följande frekvenser:
| Region       | Radiofrekvens        |
| ------------ | -------------------- |
| Kalmar/Öland | 95,6 eller 107,8 MHz |
| Norra Öland  | 105,0 MHz            |
| Mönsterås    | 106,8 MHz            |
| Oskarshamn   | 94,4 MHz             |
| Virserum     | 93,6 MHz             |
| Västervik    | 102,7 MHz            |
| Lönneberga   | 91,2 MHz             |